# Заувек млад
Заувек млад (енгл. Forever Young) је амерички филм из 1992. који је режирао Стив Мајнер. Главне улоге играју: Мел Гибсон, Џејми Ли Кертис и Елајџа Вуд.

## Радња
Догађаји се дешавају 1939. године. Неустрашиви тест пилот Даниел Мекормик (Мел Гибсон) неће дати понуду за брак са Хелен - његовом вољеном, одлажући овај догађај до последњег тренутка. Али судбина не чека сутра - девојка пада у кому као резултат трагичног догађаја. Сломљеног срца, Данијел пристаје на јединствен и бизаран криогени експеримент који ће га замрзнути на годину дана. Избија рат и експеримент је заборављен у збрци.
Пола века касније, 1992. године, два дечака, играјући се у позадини старе војне базе, наилазе на капсулу и случајно покрећу Мекормиков процес одмрзавања. Оживљени пилот у почетку јако уплаши ненамерне спасиоце, али радозналост узима свој данак и они се упознају. Мекормик пристаје да узме мајку једног од дечака, Нет. Претурајући по часописима и разговарајући са неколицином преживелих из тог времена, Мекормик сазнаје да његова вереница тада није умрла 1939. Међутим, чудесно оживљени има мало времена. Биолошка старост и даље утиче, а тело почиње убрзано да стари.
Пошто је преузео стари авион Б-25 на аеромитингу, у којем је учествовао у тестовима прототипа, бивши пилот одлази својој вољеној. Мекормик проналази Хелен и нуди јој руку и срце.

## Улоге
| Глумац              | Улога                    |
| ------------------- | ------------------------ |
| Мел Гибсон          | капетан Данијел Макормик |
| Џејми Ли Кертис     | Клер Купер               |
| Елајџа Вуд          | Нет Купер                |
| Исабел Гласер       | Хелен                    |
| Џорџ Вент           | Хари Финли               |
| Џо Мортон           | Камерон                  |
| Дејвид Маршал Грант | потпуковник Викокс       |
| Ерик Пирпојнт       | Фред                     |
| Ричард Рајдер       | пилот #1                 |